# British Touring Car Championship 2009

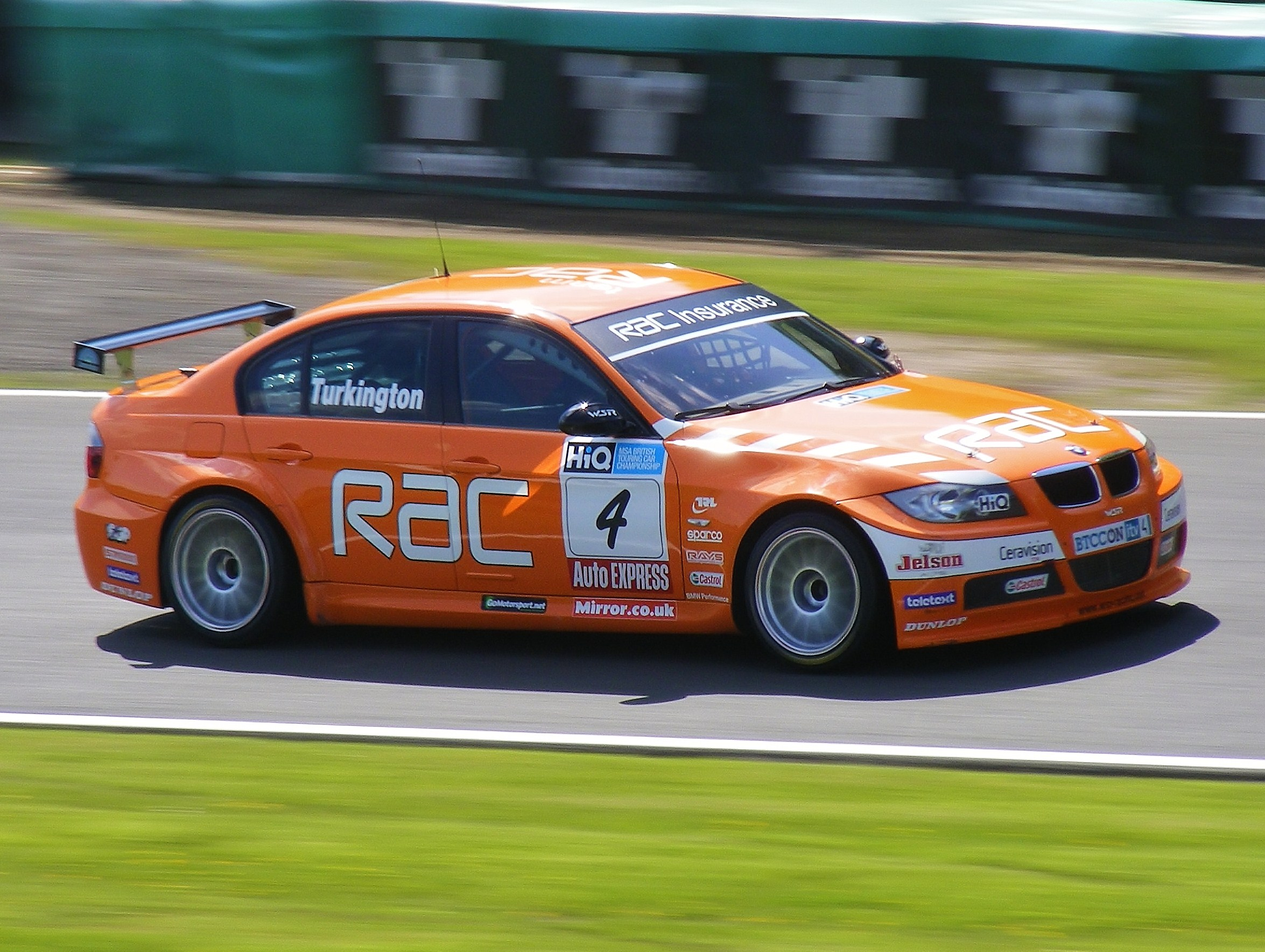
Colin Turkington vann både förarmästerskapet och privatförarcupen.

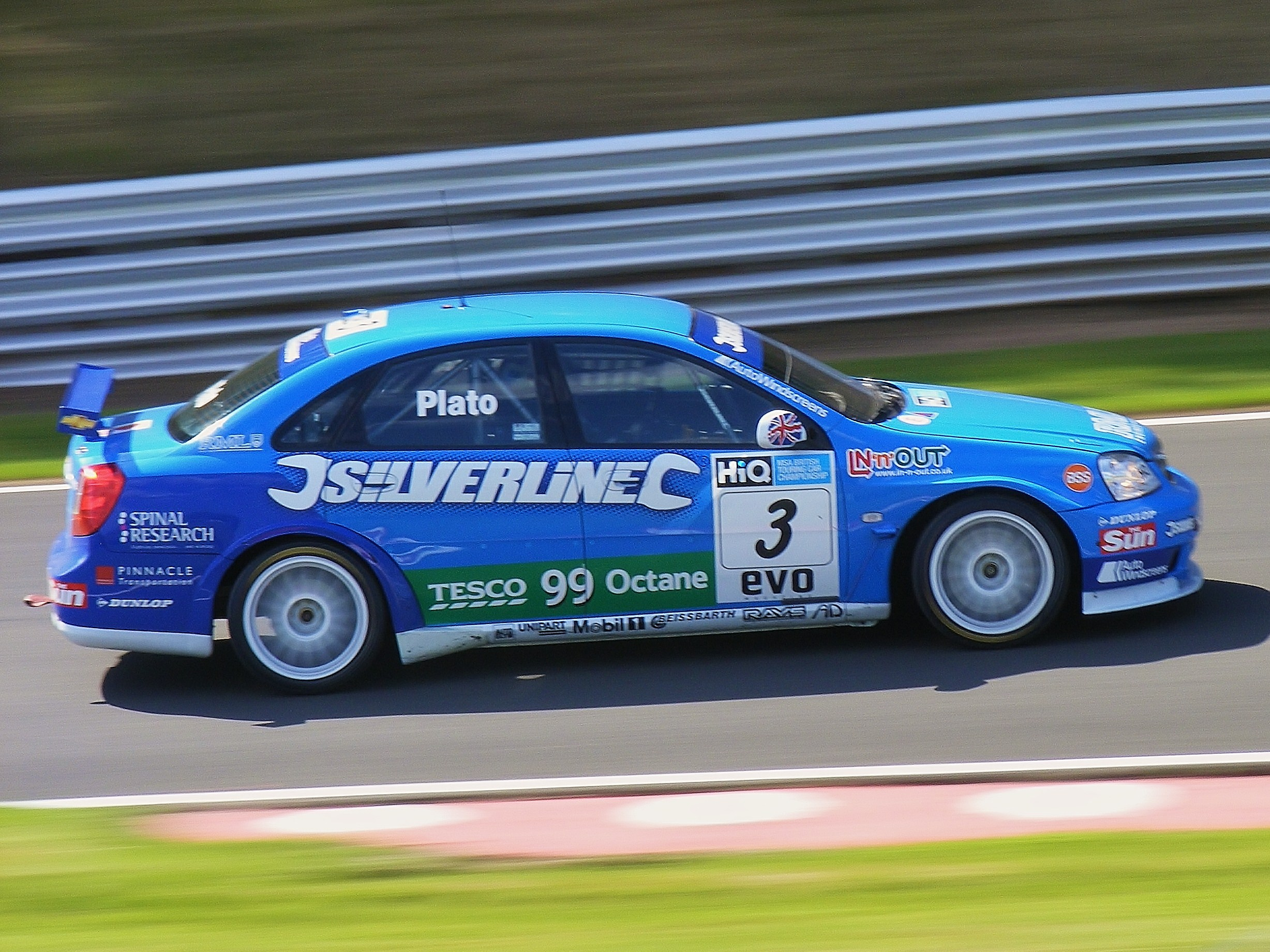
Jason Plato blev tvåa i förarmästerskapet.

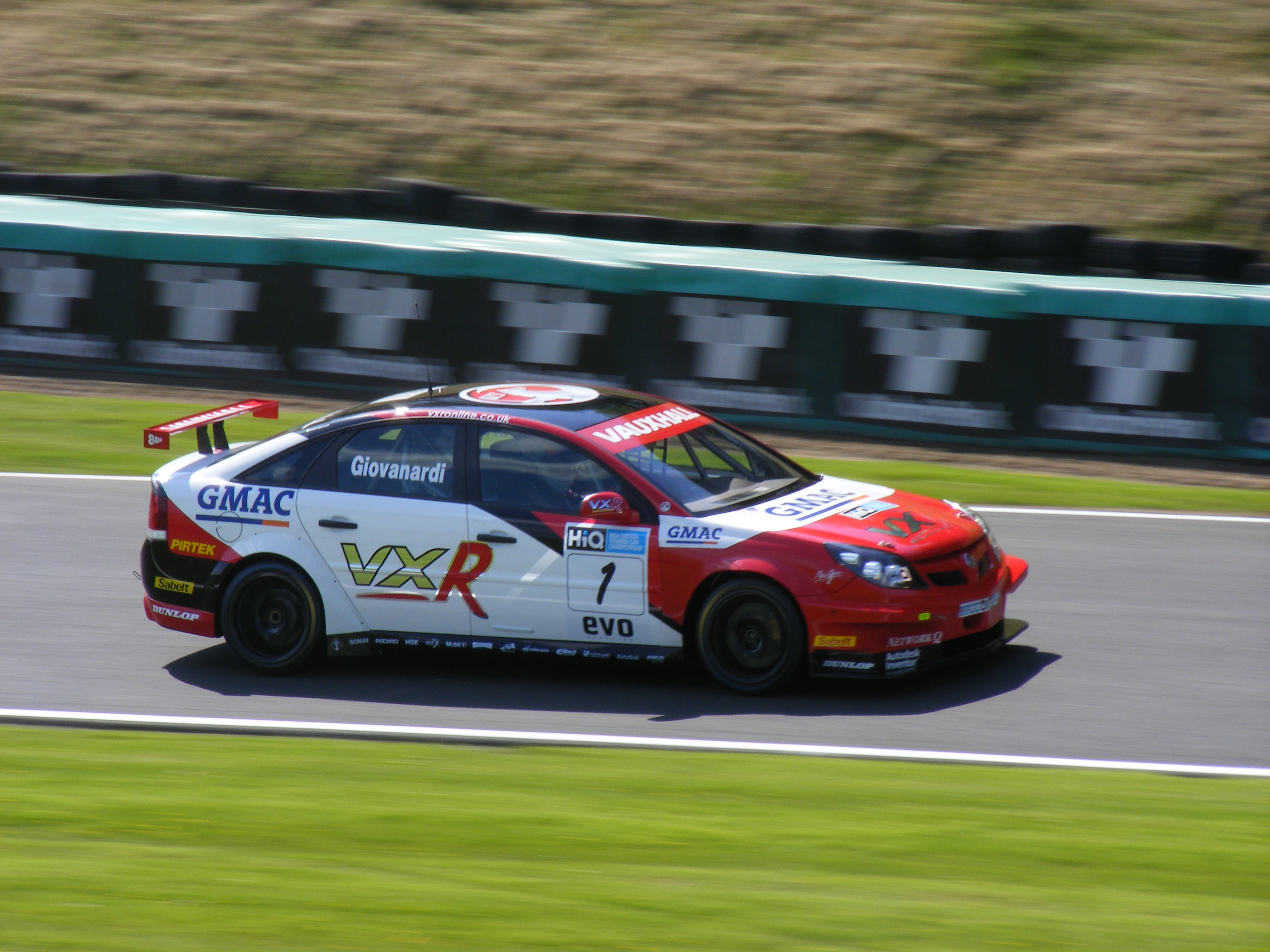
Fabrizio Giovanardi blev trea i förarmästerskapet, men hans team blev teammästare, VX Racing, och Vauxhall märkesmästare.

HiQ MSA British Touring Car Championship 2006 var den 51:a säsongen av det brittiska standardvagnsmästerskapet, British Touring Car Championship. Säsongen kördes över 30 race, fördelade på 10 tävlingshelger. Colin Turkington blev den första nordirländska mästaren i BTCC och han vann även privatförarcupen. Turkingtons team, Team RAC, vann privatteamscupen, men VX Racing tog teammästerskapet och Vauxhall märkesmästerskapet.

## Tävlingskalender
| Datum        | Bana                            | Segrare (Race 1)    | Märke     | Segrare (Race 2)    | Märke     | Segrare (Race 3)    | Märke     |
| ------------ | ------------------------------- | ------------------- | --------- | ------------------- | --------- | ------------------- | --------- |
| 5 april      | Brands Hatch                    | Matt Neal           | Vauxhall  | Rob Collard         | BMW       | Jason Plato         | Chevrolet |
| 26 april     | Thruxton Circuit                | Fabrizio Giovanardi | Vauxhall  | Colin Turkington    | BMW       | Mat Jackson         | Chevrolet |
| 17 maj       | Donington Park                  | James Thompson      | Honda     | James Thompson      | Honda     | Rob Collard         | BMW       |
| 31 maj       | Oulton Park                     | Colin Turkington    | BMW       | Colin Turkington    | BMW       | James Thompson      | Honda     |
| 14 juni      | Croft Circuit                   | Colin Turkington    | BMW       | Colin Turkington    | BMW       | Fabrizio Giovanardi | Vauxhall  |
| 2 augusti    | Snetterton Motor Racing Circuit | Fabrizio Giovanardi | Vauxhall  | Fabrizio Giovanardi | Vauxhall  | Colin Turkington    | BMW       |
| 16 augusti   | Knockhill Racing Circuit        | Jason Plato         | Chevrolet | Fabrizio Giovanardi | Vauxhall  | Mat Jackson         | Chevrolet |
| 30 augusti   | Silverstone Circuit             | Mat Jackson         | Chevrolet | Jason Plato         | Chevrolet | Mat Jackson         | Chevrolet |
| 20 september | Rockingham Motor Speedway       | Stephen Jelley      | BMW       | Jason Plato         | Chevrolet | Stephen Jelley      | BMW       |
| 4 oktober    | Brands Hatch                    | Jason Plato         | Chevrolet | Jason Plato         | Chevrolet | Jason Plato         | Chevrolet |

## Slutställning
| Pl. | Förare              | Märke     | Poäng |
| --- | ------------------- | --------- | ----- |
| 1   | Colin Turkington    | BMW       | 275   |
| 2   | Jason Plato         | Chevrolet | 270   |
| 3   | Fabrizio Giovanardi | Vauxhall  | 266   |
| 4   | Matt Neal           | Vauxhall  | 170   |
| 5   | Mat Jackson         | Chevrolet | 165   |
| 6   | Rob Collard         | BMW       | 145   |
| 7   | Stephen Jelley      | BMW       | 137   |
| 8   | Jonathan Adam       | BMW       | 116   |
| 9   | James Thompson      | Honda     | 114   |
| 10  | Andrew Jordan       | Vauxhall  | 114   |